# Hatoyama
Hatoyama (鳩山町?) è una cittadina giapponese della prefettura di Saitama.